# Erfurt Hauptbahnhof
Erfurt Hauptbahnhof is een spoorwegstation in de Duitse stad Erfurt. Het station behoort tot de Duitse stationscategorie 2. Het station werd in 1846 geopend. 